# Feistritz an der Gail
Feistritz an der Gail (Bistrica na Zilji in sloveno) è un comune austriaco di 615 abitanti nel distretto di Villach-Land, in Carinzia. È stato istituito nel 1906 per scorporo dal comune di Hohenthurn, al quale fu nuovamente aggregato tra il 1973 e il 1991.
Qua è nato il saltatore cogli sci Hans Wallner.